# Buj, Iran
Buj (persiska: بوج) är en ort i Iran.   Den ligger i provinsen Kerman, i den centrala delen av landet, 800 km sydost om huvudstaden Teheran. Buj ligger 2 355 meter över havet och antalet invånare är 132.
Terrängen runt Buj är kuperad.Runt Buj är det ganska glesbefolkat, med 28 invånare per kvadratkilometer. Närmaste större samhälle är Cheshmeh Gaz, 4,6 km nordost om Buj. Omgivningarna runt Buj är i huvudsak ett öppet busklandskap.